# Parkeringssensor

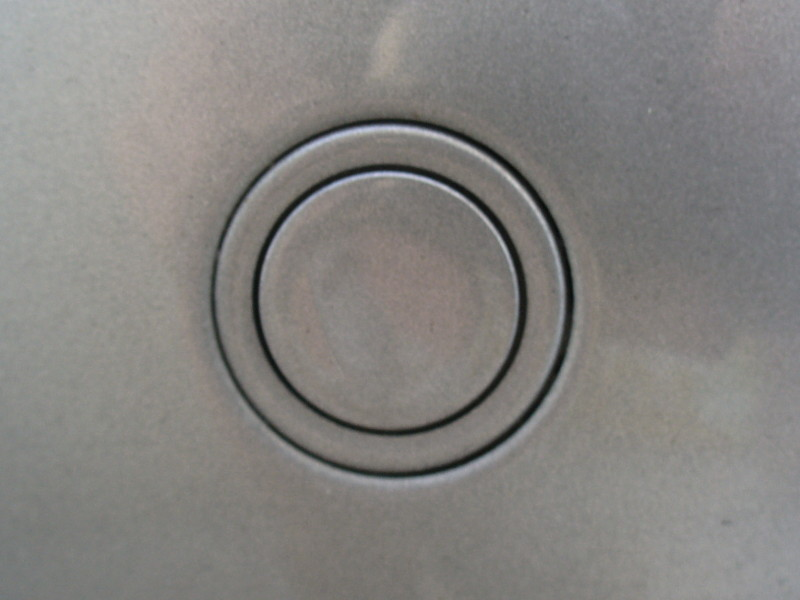
Audi A4 B7 Avant 2.0 TDI Parkeringssensor

Parkeringssensor är en sensor som avser att varna föraren av ett fordon och därigenom underlätta parkering av detta. Sensorerna kan vara av två olika typer, elektromagnetiska eller ultraljud. Detta hjälpmedel marknadsförs under flera olika varumärken såsom Park Distance Control, Park Assist eller Parktronic.
Parkeringssensorer är en billigare lösning än backkamera och kan bara meddela föraren att något hinder finns, inte vad det är för sorts hinder. Inte alla hinder kan upptäckas med parkeringssensorer. Vid tillkoppling av släpvagn är upplösningen hos parkeringssensorerna alltför dålig för att föraren skall ha någon hjälp av dem.

## Ultraljudssensor
Ultraljudssensorn använder sig av ultraljud för att detektera föremål i närheten och förlitar sig på reflektion av ultraljudet tillbaka till sensorn. Detta gör att vissa föremål som inte reflekterar ultraljudet tillbaka till sensorn inte kan upptäckas.
Ultraljudssensorer syns som små knappar i stötfångaren på bilar.

## Elektromagnetisk sensor
Den elektromagnetiska sensorn kan monteras osynligt bakom stötfångare, och förlitar sig på att föremål som skall upptäckas har någon form av elektromagnetisk signatur som kan detekteras.